# Guillaume III de Bavière
Pour les articles homonymes, voir Guillaume III.

Guillaume III (1375 – 12 septembre 1435) est duc de Bavière de 1397 à sa mort. Second fils de Jean II, il lui succède à la tête de la Bavière-Munich conjointement avec son frère aîné Ernest de Bavière.
Après l'extinction de la branche de Bavière-Straubing, en 1425, Ernest et Guillaume III obtiennent une part des terres concernées, dont la ville de Straubing elle-même.
Guillaume III épouse Marguerite, fille du duc Adolphe Ier de Clèves, dont :
- Adolphe (1434-1441)
- Guillaume (1435-1435)